# Anyphops bechuanicus
Anyphops bechuanicus är en spindelart som först beskrevs av Lawrence 1940.  Anyphops bechuanicus ingår i släktet Anyphops och familjen Selenopidae.
Artens utbredningsområde är Botswana. Inga underarter finns listade i Catalogue of Life.